# جان لانگدان
جان لانگدان (به انگلیسی: John Langdon) سناتور سابق عضو حزب دموکرات-جمهوری‌خواه بود. وی در سال ۱۷۸۹ تا ۱۷۹۳ و ۱۷۹۳ تا ۱۸۰۱ میلادی سناتور ایالت نیوهمپشایر در سنای ایالات متحده آمریکا بود.